# Region Północno-Wschodni (Rumunia)
Północno-wschodni region rozwoju (rum. Regiunea de dezvoltare Nord-Est) jest jednym z 8 regionów rozwoju Rumunii. W granicach regionu znajduje się następujące okręgi:
- Okręg Bacău
- Okręg Botoszany (rum. Botoșani)
- Okręg Jassy (rum. Iași)
- Okręg Neamț
- Okręg Suczawa (rum. Suceava)
- Okręg Vaslui